# Gudisagar, Navalgund
Gudisagar là một làng thuộc tehsil Navalgund, huyện Dharwad, bang Karnataka, Ấn Độ.